# Deashi Harai
Deashi Harai (出足払) je jedan od originalnih 40 džudaških bacanja razvijenih od Jigora Kana. Spada u prvu grupu, Dai Ikkyo, tradicionalnog popisa bacanja, Gokyo (no waza), Kodokan juda. Spada i u trenutačnih 67 bacanja Kodokan džuda.
Kategoriziran je kao stopalna tehnika, Ashi-Waza.
Deashi Harai je i jedna od 20 tehnika Danzan ryua pod kategorijom Nagete.

## Opis tehnike
Deeashi Harai je jedan od temeljnih stopalnih pometa u borilačkim vještinama. Kao i s većinom osnovnih tehnika ima previše varijacija za opisati.
Jedna uobičajena metoda u Danzan ryu jujutsu je vani-unutra metoda pometanja protivnikova stopala. Postiže se s početnim čvrstim hvatom za protivnika. Napadač onda miće stopalo na suprotnu stranu protivnika (desno stopalo na protivnikovu lijevu stranu i suprotno) da pomete protivnikovu suprotnu nogu ispod njega. Istovremeno gornje tijelo mora nadopuniti to kretanje s velikom snagom dobivenom rotacijom bokova.

### Sustavi koji ga imaju
Sustavi:
- Kodokan judo, džudo lista
- Danzan ryu, Danzan ryu lista

Popisi:
- Kanon juda
- Džudaške tehnike

## Slične tehnike, inačice i nazivi
Hrvatski nazivi:
- Prednji nožni pomet
- Napredni nožni pomet

Slično:
- Sasae Tsurikomi Ashi
- Okuriashi Harai
- Soto Gama

## Vanjske poveznice
- "JudoInfo.com" Animacije i crteži